# Abra (género)
Abra es un género de almejas de agua salada, moluscos bivalvos marinos de la familia Semelidae. Los miembros de este género miden en su mayoría menos de 1,5 centímetros de largo y tienen conchas delgadas usualmente blancas. Viven normalmente bajo la superficie de la arena y sedimentos lodosos, en la zona nerítica.
Se les considera una importante fuente de alimento para el pez plano(?).

## Especies
- Abra aequalis (Say, 1822).
- Abra alba (Wood W., 1802).
- Abra californica (Kundsen, 1970).
- Abra lioica (Dall, 1881).
- Abra longicallis (Sacchi, 1836).
- Abra nitida (O. F. Mueller, 1776).
- Abra pacifica (Dall, 1915).
- Abra prismatica.
- Abra profundorum (E. A. Smith, 1885).
- Abra segmentum (Récluz, 1843).
- Abra tenuis (Montagu, 1818).
- Abra tepocana (Dall, 1915).